# گاسپلن

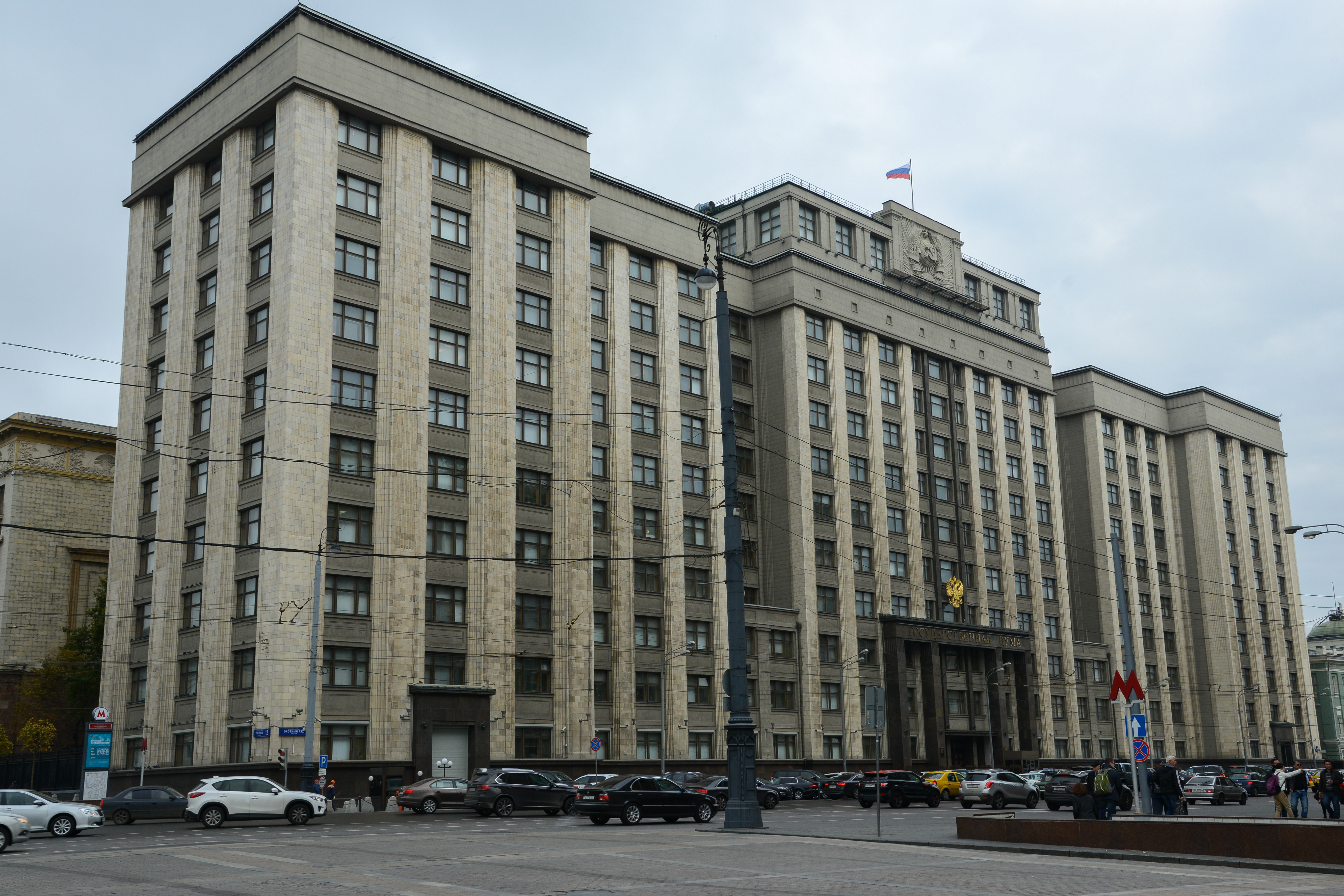
کمیتهٔ برنامه‌ریزی کشور

کمیتهٔ برنامه‌ریزی کشور که عموماً به عنوان گاسپلن (Госпла́н) شناخته می‌شود دفتری با مسئولیت پاسخگویی به برنامه‌ریزی اقتصادی مرکزی در اتحاد شوروی بود که در ۱۹۲۱ تأسیس شده و تا فروپاشی اتحاد جماهیر شوروی در ۱۹۹۱ فعالیت داشت. گاسپلن به عنوان وظیفهٔ اصلی ساخت و مدیریت یک سری طرح‌های پنج‌ساله برای اقتصاد ملی را بر عهده داشت که اقتصاد شوروی را حکمرانی می‌کردند. به باور بسیاری از کارشناسان صدمه‌های اقتصادی ناشی از این شیوه شکست‌خوردهٔ کمونیستی رکود وحشتناک و فلج شدن اتحاد شوروی بود که پیامدهای آن در طی ۱۹۹۰ تا ۱۹۹۱ همراه با خصوصی‌سازی عمده، باعث پیدایش ابربحرانی اقتصادی، غذایی، بهداشتی و درمانی شد که در نهایت منجر به مرگ حدود ۱ میلیون نفر از کارگران سالخورده در سرتاسر بلوک شوروی سابق شد.

## تاریخچه

### پیشینهٔ اقتصادی
در زمان انقلاب اکتبر و جنگ داخلی روسیه که دوره‌ای بود از جمع شدن اقتصاد عمودی که تولید و توزیع اجناس ضروری به طور جدی به این عنوان آزمایش شد که کارخانه‌ها تعطیل شده و شهرهای بزرگی همچون سن‌پترزبورگ خالی می‌شدند و شهرنشینان به دلیل بیکاری، نبود غذا و نبود سوخت (که بومی شده بود) به حاشیهٔ شهر می‌رفتند برای اینکه مکانی برای زندگی را در فرآیند توزیع زمین بگزینند. تا ابرتورم ۱۹۱۹ ظهور کرد، سیستم اقتصادی کشاکشی و در منازعهٔ جمهوری شوروی فدراتیو سوسیالیستی روسیه به سمت جمع شدن کامل آن می‌رفت.